# Fabian Carlsson
Erik Fabian Gunnar Carlsson, född 31 augusti 1944 i Vasa församling i Göteborg, är en svensk affärsman.
Fabian Carlsson startade 1966 den legendariska Cue Club på Norra Larmgatan i Göteborg tillsammans med Styrbjörn Colliander, men lämnade efter en kort tid den verksamheten för att studera konst, flyttade efter ett tag till USA och öppnade senare ett konstgalleri på Bond Street i London.
Han är son till skeppsredaren Per Carlsson och Anna-Lisa Frick samt sonson till skeppsredaren Gunnar Carlsson. Han var 1973–1975 gift med regissören Eva Bergman (född 1945).